# Leptogaster evanescens
Leptogaster evanescens là một loài ruồi trong họ Asilidae. Leptogaster evanescens được Janssens miêu tả năm 1954. Loài này phân bố ở vùng nhiệt đới châu Phi.